# Panajot Kirow
Panajot Georgiew Kirow (bg. Панайот Георгиев Киров; ur. 1 lutego 1958 w Jambole) – bułgarski zapaśnik walczący w stylu klasycznym. Olimpijczyk z Moskwy 1980, gdzie zajął piąte miejsce w kategorii 62 kg.
Dwukrotny uczestnik mistrzostw świata, zdobył brązowy medal w 1982. Trzy razy na podium mistrzostw Europy, srebrny medalista w 1981 i 1982. Wicemistrz świata juniorów w 1977 roku.
- Turniej w Moskwie 1980

Pokonał Radwana Karouta z Syrii i Kazimierza Lipienia, a przegrał z Istvanem Tothem z Węgier i Ivicą Frgiciem z Jugosławii.